# О (cirillico)
La О, minuscolo о, chiamata o, è una lettera dell'alfabeto cirillico. Appare esattamente come la O dell'alfabeto latino. Rappresenta la vocale non iotizzata IPA /o/ o /ɔ/.
| Lettera cirillica | Pronuncia IPA | Trascrizione scientifica | Trascrizione inglese | Trascrizione tedesca | Trascrizione francese |
| ----------------- | ------------- | ------------------------ | -------------------- | -------------------- | --------------------- |
| О                 | /o/, /ɔ/      | o                        | o                    | o                    | o                     |

## Riduzione
Nelle lingue slave occidentali e meridionali, la О semplicemente rappresenta la vocale /o/ o /ɔ/, ma, nelle lingue slave orientali, essa subisce il fenomeno dell'akan'e, cioè riduzione.
A causa di questo fenomeno fonetico, la О mantiene la sua pronuncia solo ed esclusivamente quando è tonica o accentata, mentre, quando è atona, viene pronunciata praticamente uguale ad A (più precisamente IPA /ʌ/).
Come nel russo: коме́та (cometa), che si pronuncia /kʌ'mʲetə/